# Centro siderurgico

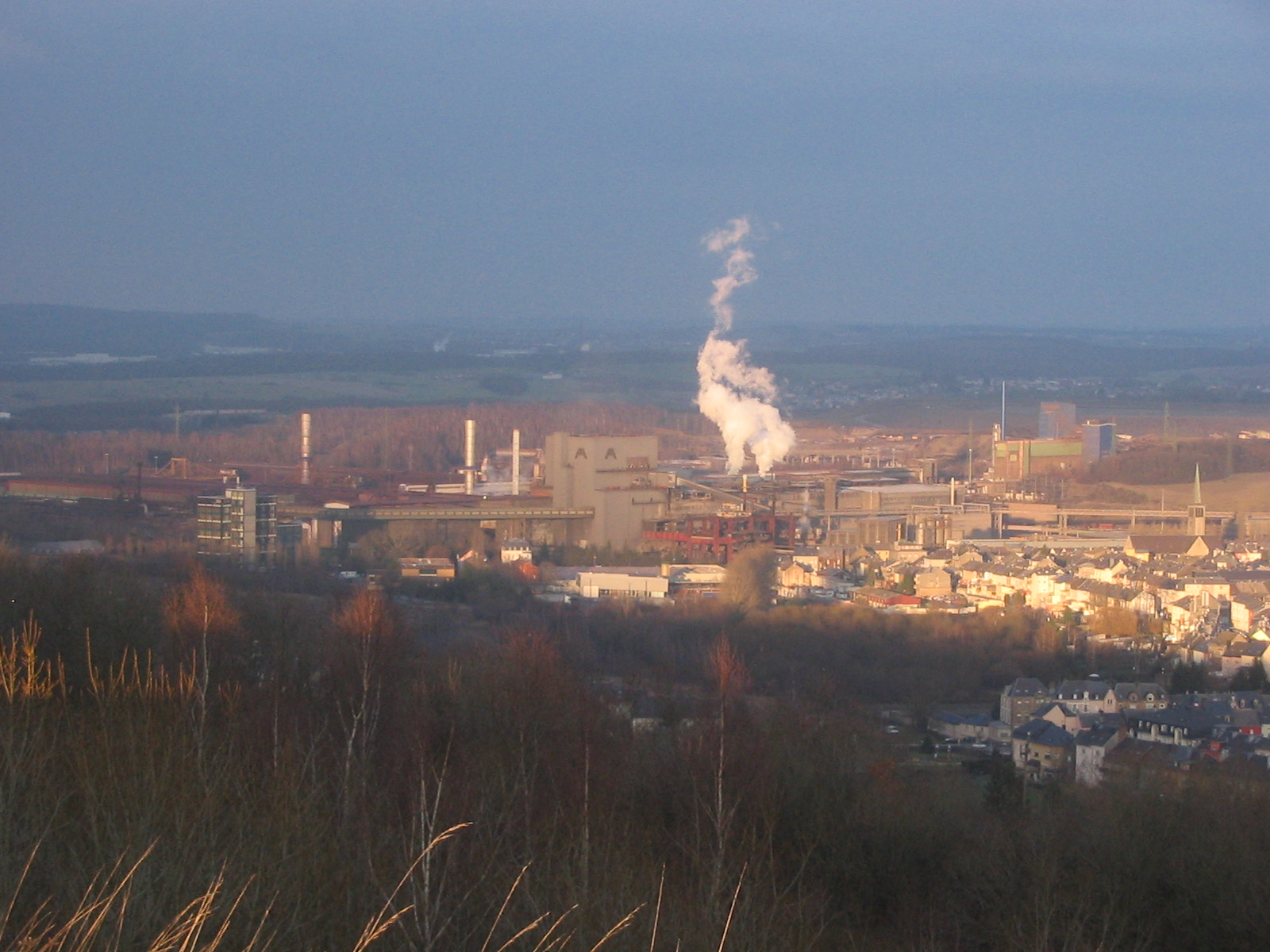
Impianto siderurgico.

Il centro siderurgico è un centro di lavorazione dove il minerale di ferro viene trasformato in ghisa e successivamente in acciaio. Siderurgia significa appunto lavorazione del ferro (dal greco sìderos=ferro ed ergon=lavoro).
Questi stabilimenti vengono detti a ciclo integrale, ciò significa che il ciclo produttivo, partente dal minerale grezzo, interessa tutte le fasi produttive successive dei prodotti intermedi in continuità fino al prodotto finale. Spesso la produzione è continua per mesi o anni. La definizione di "ciclo integrale" è alternativa alla definizione "a cicli separati", in cui diverse fabbriche provvedevano alla lavorazione in fasi, trasformavano il prodotto, ad esempio la ghisa, in acciaio grezzo che poi viene trasformato in acciaio, quindi laminato e così via.

## Fasi della produzione dell'acciaio
Le principali fasi per la produzione dell'acciaio sono:
- Produzione della ghisa madre nell'altoforno;
- Trasformazione della ghisa madre in acciaio;
- Produzione dei semilavorati come bramme, blumi, billette, ecc.
- Produzione dei prodotti finiti laminati come rotaie, profilati, lamiere, ecc.

### Altoforno
I minerali, sotto forma di agglomerati e/o pellet, vengono trasportati in un forno che li riscalda a mezzo di coke e insufflazione di combustibile liquido, insufflando aria calda a 1200 °C, e li trasforma in ghisa fusa. , che fonde a 1150-1350 °C. L'altoforno è costruito in acciaio e rivestito all'interno di mattoni refrattari con cassette di raffreddamento in rame o con piastre di ferro a circolazione d'acqua. L'altezza complessiva del corpo (vano) del forno va da 8 a 40 metri e l'altezza complessiva di tutta la sovrastruttura di servizio attorno va da 50 a 100 metri, altezza raggiunta dai tubi di captazione e abbattimento fumi. La captazione dei fumi ha funzione di depurazione e di convogliamento a sistemi di recupero del calore in essi contenuto.
Oltre alla ghisa fusa, flottanti sul bagno di fusione si ottengono anche delle scorie, soprattutto silicati di alluminio più leggeri detti loppa, che solidificate in acqua e macinate verranno utilizzate per scopi edili. Una parte minore della ghisa può essere fatta colare negli stampi per produrre lingotti che andranno in una successiva fusione. Di norma la maggior parte viene trasferita fusa e immediatamente convertita in acciaio nell'acciaieria.

### Corex
A partire dagli anni novanta del novecento, in alcuni stabilimenti siderurgici l'altoforno è stato sostituito dal sistema Corex che presenta numerosi vantaggi, tra cui l'eliminazione della cokeria.

### Trasporto all'acciaieria
La ghisa fusa viene caricata su un carro siluro e trasportato, attraverso un trasferimento su binari, fino all'acciaieria.

### Acciaieria
La ghisa fusa viene messa in una siviera, che porta la ghisa fusa al convertitore LD. Il convertitore LD trasforma la ghisa fusa in acciaio fuso alla temperatura di 1600 °C. L'acciaio viene colato in blumi che vengono trasportati al laminatoio.

### Convertitore
Il convertitore è un recipiente quasi cilindrico formato da un involucro metallico rivestito interamente di un materiale refrattario, il convertitore può ruotare su 2 perni, come due maniglie. Questa rotazione ne permette lo svuotamento.
Il convertitore LD è oggi il sistema più utilizzato per trasformare la ghisa in acciaio. Il suo nome deriva da due città austriache, Linz e Donawitz, dove è stato usato per la prima volta. Il convertitore LD, realizzato in lamiera d'acciaio, è rivestito internamente da mattoni refrattari. È aperto in alto per consentire di immettere, tramite una lancia, un getto di ossigeno che reagisce con il carbonio per dare CO2 (anidride carbonica). In questo modo la concentrazione di carbonio presente nel bagno diminuisce e la ghisa diventa acciaio. Infatti sia la ghisa sia l'acciaio sono leghe di ferro e carbonio. Nella ghisa la percentuale di carbonio è compresa tra il 2,06% e il 6,67%, mentre nell'acciaio è inferiore al 2,06%. Questo procedimento dura circa 15 minuti. Oggi il convertitore LD viene utilizzato soprattutto per la rapidità e il basso costo.

### Laminatoio
Qui i semilavorati da acciaieria (blumi, bramme, billette) vengono scaldati a circa 1100-1250 °C per essere deformati plasticamente. È formato da una successione (treno di laminazione) di coppie di cilindri rotanti (guarniture) dalla superficie piana o progressivamente sagomata in base al tipo di profilo che si vuole ottenere. Ciascuna guarnitura è posta in una solida struttura metallica andando così a formare una "gabbia di laminazione".
I cilindri di ogni gabbia ruotano normalmente a una velocità tale per cui non si stiri né inpunti il materiale in laminazione pertanto ogni gabbia ruoterà ad una velocità leggermente più alta della precedente per compensare il fatto che il laminato si assottiglia e si allunga ad ogni passaggio in ciascuna gabbia.
I laminatoi possono produrre varie sagome di profili pieni, travi e lamiere (laminatoio a nastri). Tramite tecniche particolari anche tubi: i tubi di grosse dimensioni sono ottenuti piegando le lamiere e saldandole mentre altri più pregiati sono ottenuti tramite perforazione delle barre in laminazione con un lungo punzone (denominati "tubi senza saldatura").